# Бенедикт VIII
Бенедикт VIII або Венедикт VIII (лат. Benedictus; ? — 9 квітня 1024, Рим, Папська держава) — сто сорок четвертий Папа Римський (18 травня 1012 — 9 квітня 1024).

## Понтифікат
Бенедик VIII народився у Римі у знатній сім'ї графів Тускулумських (син Григорія, графа Тускулумського й Марії, брат майбутнього папи Івана XIX), нащадок Феофілакта, як і папа Бенедикт VI. Боровся з антипапою Григорієм VI, який змусив Бенедикта втекти з Риму. Лише завдяки втручанню короля Німеччини Генріха II Бенедикт VIII повернувся на папський престол.
14 лютого 1014 року папа коронував Генріха II імператором Священної Римської імперії. Впродовж усього часу свого правління Бенедикт VIII підтримував дружні стосунки з імператором.
У ці часин сарацини відновили свої напади на Південну Італію, нормани також почали завойовувати землі в Південній Італії. Папа намагався підтримувати мир в Італії, засуджував церковну симонію.
У 1020 році здійснив подорож до Німеччини для ведення консультацій з імператором щодо візантійської загрози в Південній Італії.